# قاي كلود برغر
قاي كلود برغر (و. 1934  م) هو موسيقي، وفيزيائي، وكاتب غير روائي سويسري، ولد في لوزان، يستخدم آلات كمان جهير.